# Гуггенхайм, Дэвис
Филипп Дэвис Гуггенхайм (англ. Davis Guggenheim; род. 3 ноября 1963 года) — американский кинорежиссёр и продюсер. В список его работ входят такие картины, как «Полиция Нью-Йорка», «Скорая помощь», «24 часа», «Шпионка», «Щит», «Дедвуд» и документальные фильмы «Неудобная правда», «Дорога, оставшаяся позади», «В ожидании Супермена» и «Меня зовут Малала». С 2006 года Гуггенхайм является единственным режиссёром, выпустившим три разных документальных фильма, которые были занесены в список 100 лучших документальных фильмов с самыми высокими издержками за все время («Неудобная правда», «Приготовьтесь, будет громко» и «В ожидании Супермена»).

## Детство
Филипп Гуггенхайм родился в Сент-Луисе, Миссури, США, в семье Мэрион Гуггенхайм (в девичестве Стрит) и Чарльза Гуггенхайма — известного режиссёра-документалиста. В 1979 году Дэвис Гуггенхайм окончил Потомакскую школу в Маклине, Вирджиния, в 1982 году — школу «друзья Сидуэлла», а в 1986 году — Брауновский университет.

## Карьера
Гуггенхайм принял участие в съемке вестерн-драмы «Дедвуд» телеканала HBO в качестве продюсера и режиссёра в течение первого сезона 2004 года. Сериал был создан Дэвидом Милчем и рассказывал о растущем городе в Западной Америке. Гуггенхайм снял эпизоды «На глубине», «Разведка границ», «Чума» и «Продан греху». Но в конце 1 сезона Гуггенхайм покинул проект.
Позже Гуггенхайм снял эпизод сериала Отряд «Антитеррор».
Дэвис Гуггенхайм снял документальный фильм «Неудобная правда», за который он премию «Оскар» в категории «Лучший документальный фильм». В фильме участвовал бывший вице-президент США Альберт Гор с его международной презентацией о глобальном потеплении. Цель Гуггенхайма заключалась в освещении вопроса, от которого критики (в особенности консерваторы) отмахивались как не более, чем от преувеличения или вымысла.
Позже Гуггенхайм работал над биографической лентой о Бараке Обаме (на тот момент ещё только кандидатом на пост президента США), который вышел на экраны в августе 2008 года во время Национального съезда Демократической партии. Как отметила газета «Нью-Йорк таймс», снятый Гуггенхаймом информационно-рекламный ролик о Бараке Обаме, который транслировался 29 октября 2008 года, был «выполнен с высокими стандартами кинематографии». В 2012 году Гуггенхайм выпустил «Дорогу, оставшуюся позади», 17-минутный короткометражный фильм о уже нынешнем на тот момент президенте.
В 2009 году Дэвис Гуггенхайм был исполнительным продюсером сериала «Мелроуз-Плейс». Его шурин Эндрю Шу играл главную роль в версии этого сериала 1990-х годов.
В 2008 году Гуггенхайм выпустил документальный фильм «Приготовтесь, будет громко», в котором рассказывается о жизни гитаристов Джимми Пейджа, Эджа и Джека Уайта.
Документальный фильм Гуггенхайма «В ожидании Супермена», вышедший на экраны в 2010 году, о неудачах американского общественного образования вызвал полемику и дебаты. Гуггенхайм предвидел такую реакцию и объяснил, что на самом деле этот фильм про семьи, которые пытаются найти хорошую школу. Лента получила приз зрительских симпатий за лучший документальный фильм на кинофестивале Сандэнс в 2010 году. Его публичный показ состоялся в сентябре 2010 года.
Документальный фильм о группе U2 под руководством Гуггенхайма «U2: С небес на Землю» открыл Международный кинофестиваль в Торонто в сентябре 2011 года.
В 2013 году Гуггенхайм снял 30-минутный документальный фильм «The Dream is Now». В нём рассказывается история молодёжи и их семей, проживающих на территории США без каких-либо официальных документов, которые отчаянно хотят получить гражданство единственной страны, которую они когда-либо называли домом. Фильм показывает жизнь четырёх студентов без документов США, как они сталкиваются со сложностями из-за несовершенства миграционной системы страны. Однако Гуггенхайм предлагает только одно решение проблемы в фильме: амнистировать такую группу мигрантов и выдать им документы. Лента была раскритикована за то, что в ней не упомянуто о социальных и экономических издержках нелегальной иммиграции, особенно о нисходящем давлении на малообеспеченных американцев.
В 2015 году Дэвис Гуггенхайм снял документальный фильм «Меня зовут Малала». Лента рассказывает о молодой пакистанской женщине — стороннике активных мер Малале Юсуфзай, которая была тяжело ранена боевиками из террористического движения Техрик-и-Талибан Пакистан за то, что она выступает за доступность образования для женщин во всём мире.

## Личная жизнь
Дэвис Гуггенхайм женат на актрисе Элизабет Шу. У пары трое детей: Майлз Уильям, Стелла Стрит и Агнес Чарльз Гуггенхайм.